# Phantom 〜Requiem for the Phantom〜
『Phantom 〜Requiem for the Phantom〜』（ファントム レクイエム・フォー・ザ・ファントム）は、ニトロプラスのアダルトゲーム『Phantom -PHANTOM OF INFERNO-』を原作としたテレビアニメで、同社の10周年記念プロジェクト作品でもある。
2009年4月から9月までテレビ東京系で放送された。また、テレビアニメの放送に先がけて漫画版が『月刊コミックアライブ』で連載していた。
全26話、原作でシナリオを担当した虚淵玄も本編の脚本に参加するなど、2004年発売のOVA版『Phantom -PHANTOM THE ANIMATION-』よりオリジナルを尊重した内容となっている。

## ストーリー
犯罪組織・インフェルノの暗殺者・ツヴァイは、ファントムの称号を持つインフェルノ最高の暗殺者・アインと共に、与えられたミッションをこなす日々を送っていた。実はツヴァイは平凡な日本人旅行者だったが、インフェルノの幹部・サイス＝マスターに暗殺者としての才能を見出されて記憶を消去され、インフェルノに取り込まれていたのである。
ツヴァイを暗殺者として養成する際、サイスは思考能力が失われるほどの激しい訓練をツヴァイに課し、彼を完全な組織の奴隷として育て上げようと目論んでいた。しかし、サイスの知らないところで、ツヴァイは運命の力に負けない意志を取り戻す。サイスの目を盗み、彼の上司であるクロウディア・マッキェネンがツヴァイの耳元で「君は組織の奴隷と思ってはいけない」とささやき、自由な生き方が残されている可能性を示唆していたのだ。自分が本当は何者なのかも思い出せないながら、ツヴァイは心の奥底で組織の奴隷ではない生き方を模索し始めた。
やがて、ツヴァイはクロウディアからパスポートを返されて記憶を取り戻し、彼女の陣営に入るよう要請される。その頃、クロウディアの謀略によってサイスが失脚し、アインもまた組織に追われる身となっていた。そのことを知ると、ツヴァイはアインを連れてインフェルノから逃亡する。短い逃亡生活で、ツヴァイとアインは初めて心から理解し合うようになるが、クロウディアとサイスによって2人は引き裂かれてしまう。
アインが行方不明になった後、ツヴァイは暗殺者として頭角を現し、アインに代わってファントムの称号を受け継ぐ。しかし、アインを失ったツヴァイの心が満たされることはなかった。そんなある日、ツヴァイはインフェルノの取引相手・梧桐組の組員襲撃事件を目撃したという、キャル・ディヴェンスに出会う。インフェルノの幹部は事件の情報を得るため、まだ少女のキャルを拷問にかけようとするが、ツヴァイは「キャルを新たな暗殺者に仕立てたいので、彼女を壊したくない」という理由でキャルへの拷問を回避し、彼女を自分の手元に置き続けることを幹部たちに認めさせる。「人生を狂わされた自分が他人の人生を狂わせていいのか」という苦悩を抱えたまま、ツヴァイはキャルとの奇妙な共同生活に癒しを見出していくが、やがて彼の前にアインが現れる。

## 登場人物

### ファントム
ツヴァイ / 吾妻 玲二（あずま れいじ）
声 - 入野自由
本作の主人公。インフェルノに所属する暗殺者。平凡な日本人旅行者だったが、アインがジャーナリストを殺害している現場を目撃してしまい、殺されそうになった。しかし、自らの生命の危機を前にした際に驚くべき能力を発揮したため、サイスの目に留まり、暗殺者に仕立て上げられる。クロウディアの言葉に光明を見出し、組織の奴隷ではない生き方を模索している。
クロウディアからパスポートを返されたことで記憶を取り戻すが、サイスの失脚によってアインの立場が危うくなると、日本に帰る選択肢を放棄し、彼女を守り抜くことを決意する。アインに「江漣」という名を与えて共に逃亡したが、クロウディアとサイスの謀略によって2人は引き裂かれてしまう。その後も殺し屋として働き続けたことで「ファントム」の称号を受け継ぐ。
江漣が行方不明になった後、梧桐組組員襲撃事件の目撃者を名乗るキャルを保護し、共同生活をするようになる。キャルとの生活に癒しを見出すが、それは長く続かず、サイスの策略によってクロウディアの失脚後、インフェルノから追われる身になる。さらにキャルと共に生活していたコテージもインフェルノによって爆破され、キャルが死んだと考えた彼は、彼女を守れなかったことで自責の念にかられて人生に絶望し、再会した江漣に殺されることを望む。しかし、江漣が自分を生きがいにしていることを知り、2人でインフェルノから逃亡し、生きていく道を選ぶ。
その後、日本で江漣と共に、高校生として平凡な生活を送るが、ドライ（キャル）との再会で再び過酷な運命に巻き込まれていく。キャルを苦渋の末に倒し、さらにツァーレンシュヴェスタンも江漣と共に倒し、江漣の故郷を探る旅へと出発する。江漣に故郷を見せるという約束を果たすが、後ろを馬車が通ると同時に銃声が響き玲二がその場で満足気に倒れてエンドを迎える。
アイン / 江漣（エレン）
声 - 高垣彩陽
インフェルノに所属する暗殺者で、ツヴァイの教育係。インフェルノ最高の暗殺者に贈られる「ファントム」の称号を持つ。冷静沈着で与えられた任務を淡々とこなす日々を送っているが、無感情な側面は自らの運命を受け入れ、現在の境遇から脱け出すことに絶望している現れである。ツヴァイと同じように過去の記憶を奪われており、自分が本当は何者なのかを知らない。
サイスの失脚後に記憶を取り戻した玲二から「江漣」という名を与えられる。逃亡中にサイスに発見されサイス陣営への合流を余儀なくされるが、玲二との触れ合いを通じてその内面に変化を生じる。しかし、玲二とサイスの一騎撃ちの際、サイスをかばって玲二の銃弾を受けて海に落下し行方不明となる。
後に暗殺者として再び玲二の前に姿を現し対決したが、玲二と生きていくことを望みインフェルノから2人で逃亡する。
日本では、玲二の妹という触れ込みで、普通に学校に通い、美緒を含む2人の友達も出来た。しかし、キャルやサイスの来日で平穏な生活を続けることは不可能となる。サイスやツァーレンシュヴェスタンを倒した後は、玲二と共に自らの故郷を探す旅に出、故郷のモンゴルへと辿り着き記憶は取り戻せなくても玲二と共に生きていくことを決意する。が、後ろで馬車が通ると同時に玲二が銃声で倒れており、その犯人は江漣である可能性も含めたままラストを迎える。
ドライ / キャル・ディヴェンス
声 - 沢城みゆき
江漣に代わる、玲二の新たなパートナー。黒人のコールガール・ジュディと暮らしていたが、インフェルノと梧桐組の取引現場で何者かに殺されてしまった彼女の敵を討つため、玲二に接近した。ジュディの敵討ちの依頼料にするべく、梧桐組の組員が持っていた500万ドルをくすねていたが、そのことが露見してキャルの立場が危ういものになることを恐れた玲二によって、暗殺者となるべく訓練を受けることとなった。その際、射撃・観察力・分析力などに天性の才能を覗かせていた。その感性は、機械を分解・修理する趣味にも現れている。ジュディの仇が死んだと玲二から聞いた後、純粋に彼と一緒にいたいという思いに目覚め、玲二から貰った懐中時計を大切にしている。
キャルと玲二の住むコテージがインフェルノによって爆破されてしまい生死不明となるが、その際にはレンタルビデオ店へ行っていたため、難を逃れている。その後、サイスと遭遇。サイスから玲二に対して憎しみを抱くように嘘の情報を吹き込まれ、彼を激しく憎んでいる。その憎しみを糧にプロの暗殺者となり、ファントムの称号を受け継ぐ。ミッションのために訪日した際には玲二との再会を果たし、彼との関係に何らかのケリを付けようとするも果たせず、事態打開のために美緒を拉致したりした。美緒との会話で玲二への深い思いを再確認し、彼を奪った江漣との決闘を望む。しかし、キャルと向き合うことを決めた玲二が代わりに決闘を申し入れてきたため、彼との決闘に臨んだ。その際、玲二と送れたかもしれない幸福な生活を一瞬思い浮かべてしまったため、敗れる。死の間際には玲二を独り占めできたことを喜びながら、彼の腕の中で絶命した。玲二と別れて（玲二が「キャルが死んだ」と勝手に思い込んでいたことが原因）から2年ほどしか経過していないにもかかわらず、身長はリズィと同じほどに成長していた（玲二と別れた時はまだ「少女」と呼べる段階であった）。玲二との再会の際は大型のバイクに乗って現れ美緒のキーホルダーを撃ち抜くなど無言の宣戦布告をしていたが、かつてとはあまりにも違うほどグラマラスな容姿に成長した彼女に玲二は気づくことができなかった。（フルフェイスヘルメットに加え、かつてのクロウディアに勝るとも劣らない豊満な体つきに変貌していたため気づくのは困難であった。）

### インフェルノ
クロウディア・マッキェネン
声 - 久川綾
インフェルノの女性幹部。4年前、自分の組織をワイズメルに潰され、弟のロメロを殺害された。その後、力を手に入れるためにインフェルノに入る。独自の武力は持たなかったが、それゆえに反逆の心配がないとしてマグワイヤに信頼され、インフェルノを構成する勢力の調整役として重用される。
玲二がファントムになったのは偶然ではなく、クロウディアがそうせざるをえないように玲二を罠に嵌めたためであり、玲二の人生を狂わせた張本人と言える。
サイスの上司だが、彼のことを快く思っておらず、日頃から露骨に嫌味を言っていた。サイスが組織内で台頭すると彼を謀略で排除した一方、ツヴァイに対しては出会った当初から強い思い入れを抱いており、巧妙に自分に協力せざるを得ない状況に追い込んで彼を自らの陣営に引き込み、インフェルノ乗っ取りの手駒にしようと画策していた。また、味方を増やすためには自らの美貌と肉体を活用することも厭わず、ツヴァイや梧桐大輔と肉体関係になったことが示唆されている。愛車はフェラーリ・F40だが、運転はリズィに呆れられるほど荒っぽい。
梧桐組をインフェルノに加入させ、梧桐組の武力を背景にインフェルノ内でさらなる栄達を画策したが、サイスの逆襲に気付かなかったため権力を握ると同時に失脚への道を辿ることになる。
彼女の自作自演に梧桐組も巻き込んで加担させていたが梧桐たちの部下にまで手を出したことで梧桐の怒りを買う。更に梧桐とサイスがつながっていることを知らなかったため、サイスからクロウディアの行っている自作自演の粛清劇を教えられた梧桐により全ての秘密を暴露されてしまう。玲二が事件に巻き込まれツヴァイとしての人生を送らざるえなくなったことも自身の手のひらで動かせる駒を欲していた彼女の自作自演の策略であり、玲二に生き残るチャンスを与えたようにみせて恩を売るという演技までしていたことも露見する。
自作自演の粛清劇でサイスのみならずアイザック・ワイズメルまで粛清したこともサイスの口から直接マグワイヤに伝わってしまう。インフェルノから調査が入るが愛車を爆破するという方法で逃亡に成功する。その後はインフェルノから逃れて再起を図るためツヴァイとの合流を願うが、彼は来ずにリズィが来る。覚悟を決めたクロウディアは、旧知の友であるリズィの手に掛かり粛清される。
サイス＝マスター / ヘルムート・フォン・ギュゼッペ
声 - 千葉一伸
インフェルノの幹部でアインとツヴァイの上司。ドイツ人。洗脳や調教による人格改造を得意とし、それを楽しんでいるかのようなそぶりさえ見せる。上司のクロウディアに表面的には服従しているが、内心では快く思っていない。優れた戦略眼を持ち、それをマグワイヤにアピールすることでさらなる栄達を目論んでいたが、クロウディアの謀略で失脚し、組織に追われる身となった。
ツヴァイに命を狙われるもアインに助けられ、逆に彼を撃って海に突き落とす。その後、ギュゼッペの名で日本に姿を現し、コーディネーターとして梧桐組に接近。アインを使って梧桐組とインフェルノを翻弄し、自分を失脚に追い込んだ者たちを逆に自滅に追い込んだ。クロウディアの旧悪をマグワイヤに通報し、インフェルノの幹部の地位に返り咲く。
クロウディアとは馬が合わないこともあり、自身の功績をマグワイヤに上手く報告することで栄達を目指す知略型であり、人間心理をはじめ歪んだ発想の持ち主ではあったがツヴァイに命を狙われた際は本気で恐怖を感じるなど当初の頃は人間らしい部分もあった。しかしツヴァイに後を狙われた上に冤罪によるインフェルノ内での失脚、その後の逃亡生活などを経てから身の潔白が証明されインフェルノ内で返り咲いた頃にはもはや自身の生死にそれほどこだわりをもたない狂気に満たされた人間となってしまっていた。このため自身の「作品」の素晴らしさを味わうためにわざわざ危険な場面にまで自ら赴くような行動を繰り返す。
当初はアインのことを寵愛していたが、あくまでも「作品」として愛でていたに過ぎず、人間らしい愛情を彼女に注いでいたわけではなかった。そのため、アインがツヴァイに情を移し、ツヴァイからも情けをかけられるようになってからは、彼女を手駒として利用しつつも、内心では切り捨てるつもりでいた。クロウディア失脚後は、ツヴァイとアインを一騎討ちをさせ、相討ちにすることで両方を始末しようとした。アイン育成の経験やデータを元に、復帰時には「量産型ファントム」とも言うべき「ツァーレンシュヴェスタン」なる少女たちを育成し、玲二や江漣と対戦させる。しかし、ツァーレンシュヴェスタンは壊滅し、自らも江漣の手で殺された。 江漣に倒される直前、江漣が自分の意志を持つに至ったことに歓喜した。
かつては心理学をはじめとした学業を優秀な成績で修め後に尋問などのエキスパートとして活躍していた。その後は暗黒街に身を置きサイス＝マスターと名乗っていた。江漣は元々モンゴルからの少女だったが香港の施設にいたところを里親として引き取っていた。
リズィ・ガーランド
声 - 渡辺明乃
インフェルノの女性幹部。クロウディアとはインフェルノ加入以前からの親友であり、彼女のボディーガードを務めている。クロウディア同様、サイスを嫌っている。愛車はダッジ・バイパー。
4年前は刑務所に収監されており、クロウディアの危機を救うことが出来なかった。クロウディアのインフェルノ入りには反対していたが、彼女が「仁義に外れた道を取らない」ことを条件として共にインフェルノに入った。クロウディアが謀略に手を染めていると知った後、自らの手で彼女を粛清し、自分なりのケリを付けた。
クロウディア粛清後もインフェルノに残っており、ドライ（キャル）の教育係およびお目付け役となった。ドライ（キャル）が美緒を拉致した際には立ちふさがったが、敗北して死亡。
レイモンド・マグワイヤ
声 - 千葉進歩
インフェルノの最高幹部。裏社会の統一を目論んでいる。青年のような外見をしており、芝居がかった台詞や動作が多い。常に冷静沈着であり、冷酷な命令を少しも躊躇せずに下す。
アイザック・ワイズメル
声 - 石川英郎
インフェルノの幹部で、ロサンゼルス最大のストリートギャング・ブラディーズのボス。レイモンドの片腕で、「レイ」と呼べる親しい仲。
アインとサイスの失脚後、力をつけてきたクロウディアやツヴァイたちと対立したが、梧桐大輔暗殺未遂事件の首謀者としてクロウディアによって粛清された。その後、キャルがくすねた500万ドルがツヴァイによってワイズメルの別荘に移されたことにより、一連の梧桐組組員襲撃事件の黒幕に仕立て上げられる。サイスの復活後、彼の調査で冤罪であることが証明され、名誉回復が行われた。

### 梧桐組
梧桐 大輔（ごどう だいすけ）
声 - 志村知幸
日本の暴力団・梧桐組の若頭。クロウディアと手を組み、サイスの仕業に見せかけてコカインを強奪した。それまでは資金調達に度々難航していたものの、この一件で得たコカインを利用して梧桐組によるマーケットを展開し元手の数倍に匹敵する利潤を得るまでマーケットを急成長させた。その後は梧桐組をインフェルノに参加させ、クロウディアの後ろ盾となることでインフェルノにおける影響力を拡大しようと目論むが、サイスの罠にかかり、クロウディアの謀略の真相をツヴァイとリズィに話してしまう。その後、サイスと取引した志賀の裏切りによって、インフェルノに対する反逆の首謀者として粛清された。
志賀 透（しが とおる）
声 - 保志総一朗
大輔の舎弟。大輔に絶対的な忠誠を誓う。クロウディアには不信の念を抱いていたが、大輔がクロウディアと手を組む道を選択したため、クロウディアの謀略に加担した。サイスの正体を知らずに彼に接近したことで、彼の手玉に取られる。クロウディアが仕組んだインフェルノにおける自作自演の粛清劇、その後のクロウディア失脚と取引の失敗、連れてきた部下の全滅というサイスの謀略に振り回され自らの手で大輔を粛清せざるを得ない立場となってしまう。帰国後は梧桐組の若頭に昇進するが、かつて大輔へ抱いた忠誠心や恩義は今でも大切に思っており、美緒を守ってほしいという大輔との約束は忘れていない。キャルにより窮地に追いやられた玲二により美緒の身を人質にとりかねない脅迫を受けてしまう。美緒の身を守るためインフェルノに圧力をかけ日本国内にいる限りインフェルノが玲二たちを粛清することは不可能となる。しかし、この処置によりキャルが単独で暴走、インフェルノに反逆してまで玲二との決着を望んだキャルにより美緒が拉致されるという事態に発展してしまう。
梧桐 海典（ごどう かいてん）
声 - 藤本譲
梧桐組の組長。美緒と大輔の父親。美緒を暴力団の世界に関わらせないことを第一義に考えており、美緒が拉致されたときも、志賀に不介入を命じた。

### 日本編の登場人物
藤枝 美緒（ふじえだ みお）
声 - 小清水亜美
大輔の異母妹。今は母（声 - 櫻井智）と一緒に梧桐組とは縁のない普通の少女として暮らしており、本人にも梧桐組との関係は知らされていない。大輔が渡米する以前に、彼のことを実の兄とは知らずに密かに会っており、彼のことを「おじさん」と呼んでいた。
玲二が学生として潜入した高校で彼と同級生となり、玲二に告白した。インフェルノの追っ手を逃れる手段として、玲二と江漣に利用される。そして、そのことを知った志賀の要請でインフェルノは美緒に手を出さないこととなったが、その決まりを無視したドライ（キャル）によって拉致され、大輔が異母兄であることと玲二が過去に殺し屋をやっていたことを聞かされる。
窪田 早苗（くぼた さなえ）
声 - 水橋かおり
美緒の親友。おとなしい美緒とは対照的な積極的な性格で、率先して美緒と玲二の恋路をサポートしようとする。
稲田 比呂乃（いなだ ひろの）
声 - 豊口めぐみ
美緒の親友。美緒同様おとなしい性格で、ムードメーカー。お節介を焼きすぎる早苗をそれとなく牽制する。
茂木 篤志（もてぎ あつし）
声 - 三戸耕三
玲二の友人。女の子にもてないことを気にしており、そのことを玲二や江蓮にからかわれている。江蓮に好意を寄せている。

### その他
ウォレス
声 - 三宅健太
アメリカ海軍シールズの大尉。インフェルノに武器の横流しをしていたが、テロリストにも同様のことをしていたためにFBIに目を付けられたため、サイスの命を受けたツヴァイにより機密保持のため殺害される。ツヴァイが初めて殺害した人物で、後に彼の名前はツヴァイの偽名として使われた。
トニー・ストーン
声 - 楠大典
ロサンゼルスのメラニー・スクウェアを縄張りとするマフィアのボス。昔気質の融通の利かない性格と名前から「石頭トニー」の異名を持つ。組織の情報をつかませないインフェルノはアメリカ西海岸を横断し様々なビジネスに手を出していること、構成員が本来自身が所属している組織を利用し裏切る形でインフェルノという新組織を作り出していることも見抜いていた。傘下に入るようにというインフェルノの誘いを断り、会談と称してインフェルノの幹部を呼び出して抹殺を図った。しかし、逆に部下の多くがアインに返り討ちにあい、さらに妻子もツヴァイに殺される。復讐のために、インフェルノに内部分裂を起こさせようと画策するが、逆にインフェルノの勢力拡大に利用され、汚名を着せられた上に始末された。

## スタッフ
- 原作 - ニトロプラス[3]
- 監督 - 真下耕一[3]
- シリーズ構成 - 黒田洋介[3]
- キャラクター原案 - 矢野口君
- キャラクターデザイン - 山下喜光[3]、佐々木睦美[3]、菊地洋子[3]、門智昭[3]、つばたよしあき[3]、芝美奈子[3]
- メカ作画監督 - 才木康寛（第1話、第2話、第4話 - 第6話、第8話 - 第12話、第14話 - 第17話、第19話 - 第26話）
- メカニカルデザイン - 寺岡賢司
- 美術監督 - 海野よしみ
- 色彩設計 - 小島真喜子
- 撮影監督 - 武原健二
- 3DCGIディレクター - 井野元英二
- 音響監督 - 鶴岡陽太[3]
- 音楽 - 七瀬光、加藤達也[4]
- 音楽プロデューサー - 伊藤善之
- 音楽製作 - ランティス
- プロデューサー - 吉沼忍、大澤信博
- アニメーションプロデューサー - 村岡秀昭、丸亮二
- プロデュース - GENCO
- アニメーション制作 - ビィートレイン[3]
- 製作 - Project Phantom[3]

## 主題歌
オープニングテーマ
「KARMA」（第1話 - 第19話）
歌・作詞・作曲 - KOKIA / 編曲 - 七瀬光
「戦慄の子供たち」（第20話 - 第26話）
作詞 - 宝野アリカ / 作曲・編曲 - 片倉三起也 / 歌 - ALI PROJECT

エンディングテーマ
「地獄の門」（第1話 - 第19話）
作詞 - 宝野アリカ / 作曲・編曲 - 片倉三起也 / 歌 - ALI PROJECT
「Transparent」（第20話 - 第26話）
歌・作詞・作曲 - KOKIA / 編曲 - 七瀬光

## 各話リスト
| 話数 | サブタイトル | 脚本              | 絵コンテ          | 演出           | 作画監督            |
| ---- | ------------ | ----------------- | ----------------- | -------------- | ------------------- |
| 1    | 覚醒         | 黒田洋介          | 真下耕一          | 澤井幸次       | 山下喜光            |
| 2    | 訓練         | 兵頭一歩          | モリヲカヒロシ    | モリヲカヒロシ | 天﨑まなむ          |
| 3    | 実践         | ヤスカワショウゴ  | 澤井幸次          | 黒川智之       | 門智昭              |
| 4    | 暗殺         | 野中幸人 黒田洋介 | 川面真也          | 川面真也       | つばたよしあき      |
| 5    | 刹那         | 白根秀樹          | 澤井幸次          | 吉本毅         | 佐々木睦美          |
| 6    | 大火         | 虚淵玄            | 黒川智之          | 黒川智之       | 遠藤大輔            |
| 7    | 過去         | 兵頭一歩          | 澤井幸次          | 澤井幸次       | 門智昭              |
| 8    | 急変         | 髙橋龍也          | モリヲカヒロシ    | モリヲカヒロシ | 天﨑まなむ          |
| 9    | 名前         | 髙橋龍也          | 川面真也          | 川面真也       | 李美英 渡辺亜彩美   |
| 10   | 終幕         | ヤスカワショウゴ  | 吉本毅            | 吉本毅         | 山下喜光            |
| 11   | 襲名         | 野中幸人          | 黒川智之          | 黒川智之       | 岩岡優子            |
| 12   | 亡霊         | 兵頭一歩          | モリヲカヒロシ    | モリヲカヒロシ | 佐々木睦美          |
| 13   | 偽装         | 木村暢            | 澤井幸次          | 澤井幸次       | 門智昭              |
| 14   | 監視         | ヤスカワショウゴ  | 杉島邦久          | 吉本毅         | 遠藤大輔            |
| 15   | 再会         | 高橋龍也          | 川面真也          | 川面真也       | 天﨑まなむ          |
| 16   | 告白         | 兵頭一歩          | 黒川智之          | 黒川智之       | 渡辺亜彩美          |
| 17   | 真相         | 黒田洋介          | モリヲカヒロシ    | モリヲカヒロシ | 山下喜光            |
| 18   | 対決         | 虚淵玄            | 澤井幸次          | 澤井幸次       | 門智昭 李美英       |
| 19   | 約束         | 野中幸人          | 吉本毅            | 吉本毅         | 岩岡優子            |
| 20   | 故郷         | 黒田洋介          | 横井昭            | 川面真也       | 佐々木睦美          |
| 21   | 憤怒         | ヤスカワショウゴ  | 黒川智之 川面真也 | 黒川智之       | 遠藤大輔            |
| 22   | 激昂         | 高橋龍也          | モリヲカヒロシ    | モリヲカヒロシ | 天﨑まなむ          |
| 23   | 決断         | 兵頭一歩          | 澤井幸次          | 澤井幸次       | 渡辺亜彩美          |
| 24   | 対峙         | 黒田洋介          | 山本秀世          | 吉本毅         | 李美英              |
| 25   | 決着         | 虚淵玄            | 山本秀世          | 川面真也       | 佐々木睦美          |
| 26   | 江漣         | 黒田洋介          | 黒川智之          | 黒川智之       | 遠藤大輔 渡辺亜彩美 |

## 映像特典
『Phantom Requiem for the Phantom ピクチャー・ドラマ』
DVD第1・5・8巻に4話ずつ収録の映像特典ピクチャードラマ。新規書き下ろし番外編で、本編ぶち壊しなコメディタッチな内容。4・6・9話はパペット人形劇で、4・9話ではジョイまっくすが本人役で出演。
| 巻数      | 話数 | サブタイトル               | 脚本             | 原画             | その他                                                                                    |
| --------- | ---- | -------------------------- | ---------------- | ---------------- | ----------------------------------------------------------------------------------------- |
| Mission-1 | 1話  | アクター・スクール         | 黒田洋介         | 矢野口君         | イラスト彩色 - こうきくう                                                                 |
| Mission-1 | 2話  | 会議・オブ・インフェルノ   | 白根秀樹         | 山下喜光         |                                                                                           |
| Mission-1 | 3話  | マイ・フェア・リズィ       | ヤスカワショウゴ | 山下喜光         |                                                                                           |
| Mission-1 | 4話  | 射撃訓練                   | 虚淵玄           | -                | パペット制作 - グッドスマイルカンパニー パペット操演 - さとゆう、電柱路傍、ジョイまっくす |
| Mission-5 | 5話  | 夢幻（ゆめまぼろし）       | 高橋龍也         | 水無月徹         |                                                                                           |
| Mission-5 | 6話  | ザ・マンザーイ             | 白根秀樹         | -                | パペット制作 - グッドスマイルカンパニー パペット操演 - さとゆう、電柱路傍                 |
| Mission-5 | 7話  | オーバーマン、略してオバマ | 黒田洋介         | きんりきまんとう |                                                                                           |
| Mission-5 | 8話  | よくじょうのへや           | 兵頭一歩         | 佐々木睦美       |                                                                                           |
| Mission-8 | 9話  | 格闘訓練                   | 下倉バイオ       | -                | パペット制作 - グッドスマイルカンパニー パペット操演 - さとゆう、惣菜たこさん             |
| Mission-8 | 10話 | ビッグマグナム・リズィ先生 | 兵頭一歩         | 矢野口君         | イラスト彩色 - こうきくう                                                                 |
| Mission-8 | 11話 | 謝罪                       | 高橋龍也         | 水無月徹         |                                                                                           |
| Mission-8 | 12話 | 三少女探偵団               | ヤスカワショウゴ | 佐々木睦美       |                                                                                           |

## 放送局
| 放送地域   | 放送局     | 放送期間                | 放送日時           | 備考                          |
| ---------- | ---------- | ----------------------- | ------------------ | ----------------------------- |
| 関東広域圏 | テレビ東京 | 2009年4月2日 - 9月24日  | 木曜 26:15 - 26:45 |                               |
| 大阪府     | テレビ大阪 | 2009年4月3日 - 9月25日  | 金曜 27:05 - 27:35 |                               |
| 愛知県     | テレビ愛知 | 2009年4月8日 - 9月30日  | 水曜 26:58 - 27:28 |                               |
| 全国放送   | AT-X       | 2009年4月10日 - 10月2日 | 金曜 10:30 - 11:00 | CSチャンネル リピート放送あり |

## インターネットラジオ
ファントムらじお 〜明るい未来計画〜
- パーソナリティ：高垣彩陽（アイン役）、入野自由（ツヴァイ役）、ジョイまっくす（ニトロプラス最狂広報）
- 配信日：2009年3月13日 - 2009年9月25日（第2、第4金曜日配信）（全14回）
- 配信サイト：メディファクラジオ
- ゲスト

- 第1回、第2回、第8回：黒田洋介（シリーズ構成、脚本）
- 第9回：久川綾（クロウディア・マッキェネン役）
- 第11回：千葉一伸（サイス＝マスター役）

## 漫画
『月刊コミックアライブ』（メディアファクトリー）で、2009年2月号より連載開始された。単行本は全3巻。作画は柊柾葵。